# Tekirova, Kemer
Tekirova là một thị trấn thuộc huyện Kemer, tỉnh Antalya, Thổ Nhĩ Kỳ. Dân số thời điểm năm 2011 là 3.214 người.

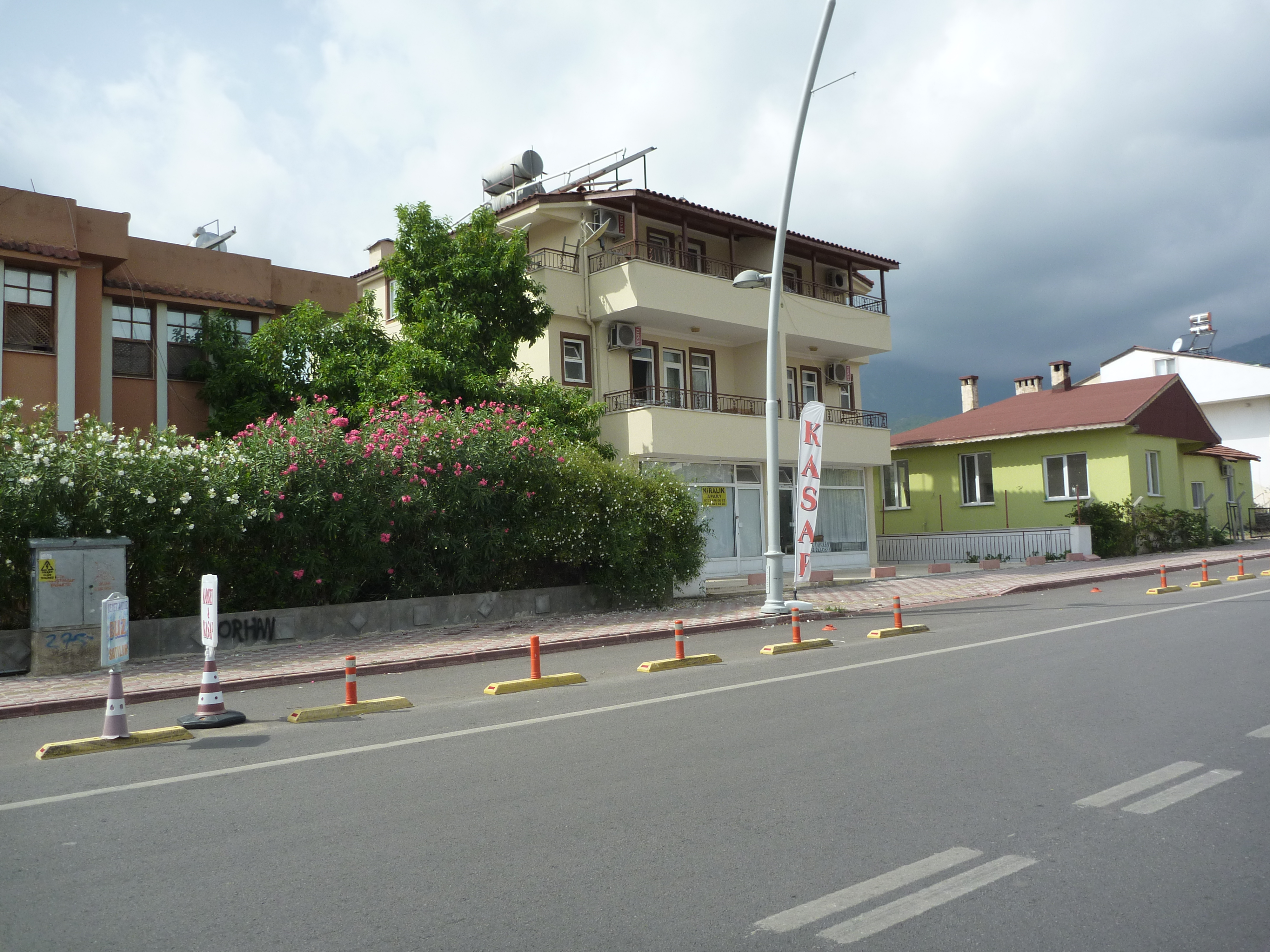
Một đường phố ở Tekirova